# 宮崎利七
宮崎 利七（みやざき りしち、1867年10月29日（慶応3年10月3日） - 1940年（昭和15年））は、明治から昭和時代前期にかけて活動した日本の実業家。「刻昆布（きざみこんぶ）」、「干しいも」の製造を手がけた。「宮崎利七」の名は襲名されており、当記事の人物は三代目である。

## 経歴
後の茨城県東茨城郡磯浜町（現・大洗町、当時は常陸国）に、小沼半七の二男として生まれる。幼名は巳之吉。
1880年（明治13年）3月に宮崎家に養子に入り、のちに利七を襲名した。那珂湊町一丁目（現・海門町）の宮崎家は、明治・大正・昭和期を通じて刻昆布製造業を営んだ。宮崎家は、宝暦年間（1751年 - 1761年）には農家を営んでいたが、嘉永年間（1848年 - 1853年）に二代目利七が北海道海産物の販売に従事し、さらに明治元年（1868年）10月刻昆布製造業を開始した。
しかし養子に入った頃には経営は不振をきわめていた。三代目利七として家業の回復にあたり、1893年（明治26年）5月に養母の隠居とともに家督を相続した頃には資産をある程度蓄えることができた。1894年（明治27年）には小川町に工場を建設し、刻昆布および建築用藻類の製造を大規模にした。さらに1911年（明治44年）に甘藷切干（かんしょきりぼし）製造を開始し、1913年（大正2年）には第二工場を建設して製麺工場も経営した。甘藷切干製造は、もともと静岡県下に行われていたものであるが、茨城県における甘藷切干（乾燥芋）製造は、1908年（明治41年）に湊町（現・ひたちなか市海門町）の湯浅藤七がせんべい業に従事するかたわら家庭的に甘藷切干製造を始め、価格300円を産出したのが嚆矢である。利七は湯浅藤七を静岡へ派遣、さらに静岡から技術者を招いてこれを企業化し、小川町に広大な製造所を設立して甘藷切干の製造を開始したものである。
以来、追ってその製造を行う者が出た（那珂郡前浜村地方の甘藷切干）。すなわち、湊町の漁業家および水産加工業者は、いわしの煮干、簀干（すのこぼし）、またかつお節製造法が甘藷切干製造法と酷似するため、所有の釜場の設備および煮沸釜、燻し（いぶし）、蒸し窯、乾燥用簀（すのこ）、乾燥場の設備、さらに荷造り包装などに至るまで、いずれも応用可能であったのが同業者増加の一因である。あわせて、漁業は豊不漁の差がはなはだしく、水産加工業者は相当の設備を有しながら、それを使用する期が充分でなかったことも甘藷切干製造を行わせた原因である。
事業の拡大で得た信用により、1913年（大正2年）に推されて湊町の町会議員に当選した。
2019年にひたちなか市内の堀出神社境内に末社として建立された「ほしいも神社」の前には、「ほしいもの神様」として宮崎や湯浅を含む5人の名が刻まれている。